# Avenue B
Avenue B – dwunasty album solowy Iggy’ego Popa wydany w 1999 roku.

## lista utworów
1. "No Shit"
2. "Nazi Girlfriend"
3. "Avenue B"
4. "Miss Argentina"
5. "Afraid to Get Close"
6. "Shakin' All Over"
7. "Long Distance"
8. "Corruption"
9. "She Called Me Daddy"
10. "I Felt the Luxury"
11. "Español"
12. "Motorcycle"
13. "Facade"

## Twórcy
- Iggy Pop - wokal, gitara, keyboard, perkusja
- Alex Krist - perkusja
- Charley Drayton - bas
- Kevin Armstrong - gitara